# Bob Ogle
Bob Ogle (Contea di Sacramento, 28 marzo 1926 – Los Angeles, 25 febbraio 1984) è stato un animatore, sceneggiatore e doppiatore statunitense. È conosciuto principalmente per essere stato lo sceneggiatore di alcuni cortometraggi di Tom & Jerry alla Metro-Goldwyn-Mayer sotto la direzione di Chuck Jones.

## Biografia
Iniziò a lavorare negli anni quaranta. Per la Hanna-Barbera ha sceneggiato e doppiato i personaggi di Kwicky Koala e Shirt Tales. Ha inoltre sceneggiato Casper and the Angels, Wheelie and the Chopper Bunch, Le nuove avventure di Braccio di Ferro e L'arca di Yoghi.
Morì prematuramente all'età di 57 anni.

## Filmografia

### Sceneggiatore
- Mr. Magoo
- The Dick Tracy Show
- Tepee for Two
- Luno the White Stallion
- Il mostro delle nevi
- Tom e Jerry a bordo
- Filetto di gatto
- Come il Grinch rubò il Natale
- Rock 'n' Rodent
- La spia di Jerry
- Il surf di Tom
- Piano di cattura
- I robot si ribellano
- Sally Sargent
- Archie e Sabrina
- Mostri in concerto
- Jerry Lewis Show
- I figli degli Antenati
- Hold That Pose
- I figli dei Flintstones
- The ABC Saturday Superstar Movie
- L'arca di Yoghi
- The Dogfather
- Wheelie and the Chopper Bunch
- L'isola delle 1000 avventure
- The Oddball Couple
- The Pink Panther Show
- Baggy Pants and the Nitwits
- Olimpiadi della risata
- What's New, Mr. Magoo?
- Dinky Dog
- Le nuove avventure di Braccio di Ferro
- Il nuovo Fred e Barney Show
- Scooby-Doo & Scrappy-Doo
- Casper and the Angels
- Il primo Natale di Casper
- The Flintstones: Fred's Final Fling
- Risate con i Flintstones
- Kwicky Koala
- Trollkins
- I Flintstones - La maratona
- Shirt Tales

### Doppiatore
- The Pink Panther Show
- What's New, Mr. Magoo?
- Trollkins
- Kwicky Koala
- Jokebook
- Shirt Tales